# Tasa de dependencia

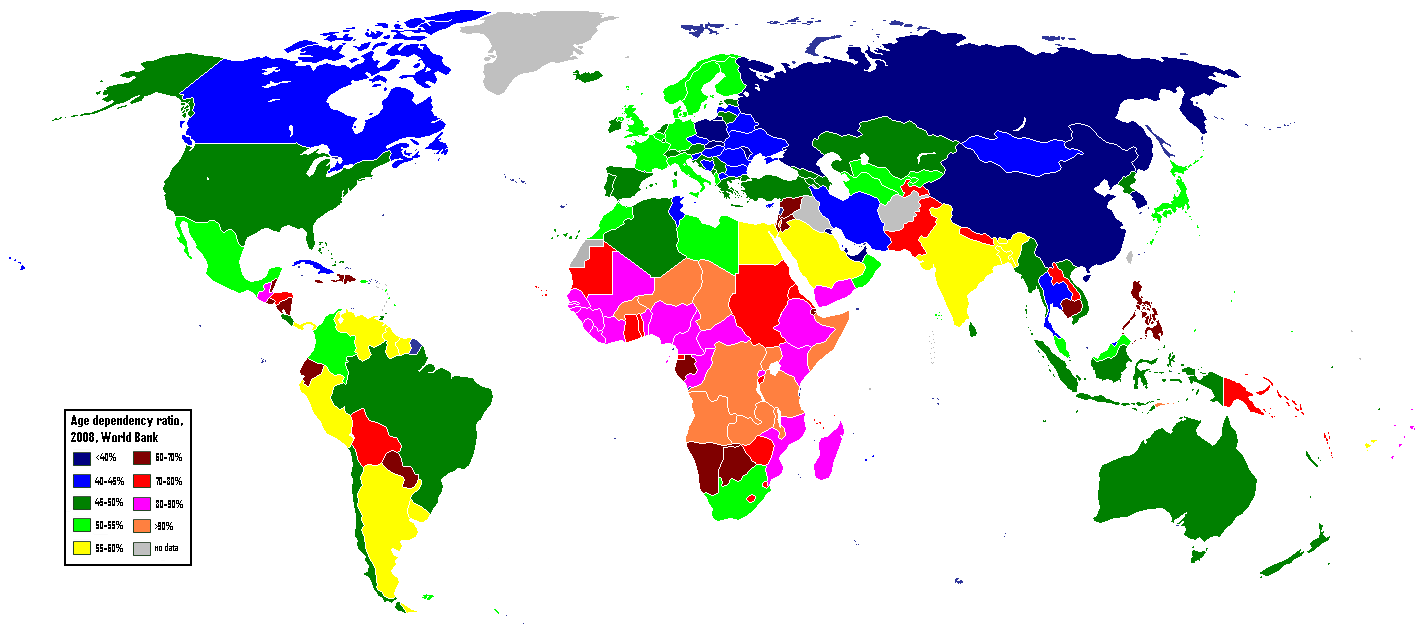
Tasa de dependencia por país en 2008, según el Banco Mundial.

Tasa de dependencia es el índice demográfico que expresa la proporción existente entre la población dependiente y la activa, de la que aquella depende. En las estadísticas internacionales se suele simplificar la definición de ambas poblaciones en términos de edad, obviando el hecho de que una parte importante de la población en edad laboral no es población activa (es decir, no está incorporada al mercado de trabajo por una u otra razón). Suelen utilizarse los segmentos de edad limitados por los 15 y los 65 años.
{\displaystyle T={\frac {n1}{n2}}\times 100}
- T: (Total) Tasa de dependencia.
- n1: Número de personas entre 0 y 14 y los mayores de 65 años.
- n2: Número de personas entre 15 y 64 años.

A medida que la tasa se incrementa, aumenta la carga que supone para la parte productiva de la población para mantener a la parte económicamente dependiente: por un lado los niños y por otro los ancianos. Las previsiones presupuestarias en educación, sanidad, pensiones y otros tipos de gasto social deben ajustarse como consecuencia de ello, además de cambiar su composición.
La tasa de dependencia se puede descomponer en tasa de dependencia de población infantil (la menor de 15 años) y tasa de dependencia de población envejecida (la mayor de 65 años):
{\displaystyle TDI={\frac {n1}{n2}}\times 100}
- TDI: Tasa de dependencia de población infantil.
- n1: Número de personas entre 0 y 14.
- n2: Número de personas entre 15 y 64 años.

{\displaystyle TDE={\frac {n1}{n2}}\times 100}
- TDE: Tasa de dependencia de población envejecida o que por motivos no puede trabajar.
- n1: Número de personas mayores de 65.
- n2: Número de personas entre 15 y 64 años.

La tasa inversa de la dependencia puede expresarse como número de personas en edad laboral por cada persona en edad dependiente.

El índice de dependencia indica cuantos jóvenes o ancianos hay con respecto a la población actual.